# Joseph Sitruk
Joseph Haïm Sitruk (ur. 16 października 1944 w Tunisie, zm. 25 września 2016 w Paryżu) – francuski duchowny żydowski, naczelny rabin Francji w latach 1987–2008.

## Życiorys
W wieku 26 lat objął funkcję zastępcy wielkiego rabina Strasburga, zaś w wieku 31 lat został wielkim rabinem Marsylii. W kadencjach 1987–1994, 1994–2001 i 2001–2008 piastował funkcję naczelnego rabina Francji. W 2001 doznał udaru mózgu. W 2008 spotkał się w Paryżu z papieżem Benedyktem XVI. Zmarł 25 września 2016 po długiej chorobie.